# المقدم (حبيش)

تعديل مصدري - تعديل

المقدم محلة تابعة لقرية المشرافة، التابعة لعزلة جبل خضراء بمديرية حبيش إحدى مديريات محافظة إب في الجمهورية اليمنية، بلغ تعداد سكانها 54 حسب تعداد اليمن لعام 2004.